# Big Brother Brasil 14
Big Brother Brasil 14  foi a décima quarta temporada do reality show brasileiro Big Brother Brasil, exibida pela TV Globo entre 14 de janeiro e 1 de abril de 2014, com 78 dias de confinamento. A edição contou com a apresentação de Pedro Bial e a direção de José Bonifácio Brasil de Oliveira, o Boninho, sendo a segunda edição a ser exibida em HD. 
A vencedora foi a modelo Vanessa Mesquita, que recebeu 53% dos votos, e faturou o prêmio máximo de R$ 1,5 milhão sem desconto de impostos. Foi a primeira vez que o Big Brother Brasil teve apenas mulheres na final.

## O Jogo

### Seleção dos participantes
As seletivas regionais aconteceram de 26 de março a 30 de setembro de 2013 e passaram por dez diferentes cidades brasileiras entre 22 de junho até 22 de novembro de 2013. As seletivas nacionais começaram em 1 de outubro e foram até 15 de novembro de 2013. As entrevistas semi-finais foram realizadas no final de novembro de 2013 e as entrevistas finais foram realizadas no início de dezembro do mesmo ano.

### O BBB na novela
Durante os meses de dezembro de 2013 e janeiro de 2014, o BBB foi um "objeto de desejo" da personagem Valdirene, interpretada por Tatá Werneck na novela Amor à Vida, tanto que ela consegue a sonhada vaga na casa de vidro (que só existe na ficção) junto com Murilo, Jefferson e Ellen (personagens de Emílio Orciollo Neto, Celso Bernini e Dani Vieira, respectivamente). Valdirene foi a mais votada pelo público numa votação fictícia e entrou no BBB, depois dos mesmos passarem pela entrevista com Boninho (diretor de núcleo do programa).
A personagem de Tatá entrou na primeira festa do programa, em 15 de janeiro de 2014 e saiu no dia seguinte, 16 de janeiro de 2014, numa prova que causou sua "eliminação". As cenas de Valdirene no BBB foram exibidas no mesmo dia, 16 de janeiro de 2014, no capítulo 208 de Amor à Vida.

### BBB Turbo
Durante a primeira semana do programa, três participantes foram eliminados pelo público (João, Alisson e Rodrigo; o primeiro no 3º dia, o segundo no 6º dia e o terceiro no 8º dia, respectivamente). Este evento especial "três semanas em uma" foi chamado pela produção de "BBB Turbo". Na segunda semana, mais três participantes deixaram a casa (Princy, Bella e Vagner; a primeira no 10º dia, a segunda no 13º dia e o terceiro no 15º dia, respectivamente), resultando em seis participantes eliminados nas primeiras duas semanas de jogo. Devido a esse ritmo mais rápido, nas duas primeiras semanas as habituais prova da comida e do anjo foram excluídas, apenas havendo as provas do Líder e as votações. Após o fim do formato "BBB Turbo", o programa voltou ao seu formato habitual.

### Big Mother Brasil
No dia 8 de março, data que é comemorado o Dia Internacional da Mulher, as mães dos nove participantes remanescentes entraram na casa. As mães de Clara e Valter não puderam participar e as tias as substituíram. Elas ficaram separadas por um muro da "casa dos brothers", só podendo se comunicar por voz, sem contatos físicos e visuais, como ocorreu na primeira semana do Big Brother Brasil 9, onde um muro separou a casa em lado A e lado B. Um "puxadinho" foi improvisado para as mães/tias ficarem. No 12º Paredão, uma votação valendo imunidade para os brothers foi realizada com as mães/tias e Angela recebeu a bênção. As mães/tias deixaram o confinamento na manhã de 13 de março, mas voltaram no mesmo dia à noite para formarem duplas com seus filhos/sobrinhos na 13ª prova do Líder, em que Cássio foi o vencedor. Depois de realizarem a prova, elas deixaram a casa. Ledi, mãe de Aline, saiu junto com sua filha no dia 11 de março, devido a eliminação no 12º Paredão.

### Poder do Não
| Semana | Poder do Não | Total de vetos | Último Líder | Participantes vetados                   |
| ------ | ------------ | -------------- | ------------ | --------------------------------------- |
| 2      | Franciele    | 3              | Cássio       | Amanda, Roni e Tatiele                  |
| 3      | Letícia      | 5              | Roni         | Aline, Diego, Junior, Marcelo e Valter  |
| 4      | Cássio       | 2              | Cássio       | Angela e Vanessa                        |
| 5      | Cássio       | 2              | Marcelo      | Aline e Vanessa                         |
| 6      | Clara        | 5              | Clara        | Cássio, Marcelo, Roni, Tatiele e Valter |
| 8      | Sorteio      | 4              | Tatiele      | Angela, Cássio, Diego e Marcelo         |
| 10     | Tatiele      | 3              | Cássio       | Angela, Clara e Valter                  |

## Controvérsias

### Acusação de assédio
Na madrugada do dia 16 de março, durante a Festa Indiana, Marcelo foi acusado por Cássio de aproveitar-se de Angela enquanto estava bêbada. Isso deu início à uma grande altercação entre os participantes, que tiveram que ser separados pelos outros. A partir daí, Marcelo afirmava que processaria o estudante de publicidade, mas ao sair do programa desistiu de decorrer tal medida, afirmando que o Brasil estava ciente dos fatos que ocorreram.

## Shows e participações especiais

### Shows
| Data                    | Artista/Banda   | Tema                      | Ref.          |
| ----------------------- | --------------- | ------------------------- | ------------- |
| 25 de janeiro de 2014   | Aviões do Forró | Festa Aperriada           | [ 16 ]        |
| 12 de fevereiro de 2014 | Lulu Santos     | Festa Planetária          | [ 17 ]        |
| 22 de fevereiro de 2014 | Ivete Sangalo   | Festa Viva Espanha        | [ 18 ]        |
| 5 de março de 2014      | Felguk          | Festa Fusion Energy Drink | [ 19 ] [ 20 ] |
| 19 de março de 2014     | RPM             | Festa Anos 80             | [ 21 ]        |
| 26 de março de 2014     | Thiaguinho      | Festa Roda de Samba       | [ 22 ]        |
| 1 de abril de 2014      | Gaby Amarantos  | Final                     | [ 23 ]        |

### Participações especiais
| Data                     | Artista                                | Tema                                             | Ref.          |
| ------------------------ | -------------------------------------- | ------------------------------------------------ | ------------- |
| 15 de janeiro de 2014    | Isabeli Fontana e Marcos Proença       | Patrocínio: Elseve L'Oréal Paris                 | [ 24 ]        |
| 15–16 de janeiro de 2014 | Tatá Werneck (como "Valdirene")        | BBB Na Novela                                    | [ 25 ] [ 26 ] |
| 17 de janeiro de 2014    | Bruno de Luca                          | Patrocínio: Guaraná Antarctica                   | [ 27 ]        |
| 21 de janeiro de 2014    | Leandro Hassum                         | Cinema BBB: Até que a Sorte nos Separe 2         | [ 28 ] [ 29 ] |
| 27 de janeiro de 2014    | Fernanda Souza                         | Cinema BBB: Muita Calma Nessa Hora 2             | [ 30 ]        |
| 5 de fevereiro de 2014   | Ana Maria Braga                        | Visita Surpresa pela manhã                       | [ 31 ]        |
| 5 de fevereiro de 2014   | Fátima Bernardes                       | Programa Encontro com Fátima Bernardes (Ao vivo) | [ 32 ]        |
| 6 de fevereiro de 2014   | Bruno de Luca                          | Patrocínio: Guaraná Antarctica                   | [ 33 ]        |
| 24 de fevereiro de 2014  | Mocidade Alegre                        | Visita de Escola de Samba de São Paulo           | [ 34 ]        |
| 24 de fevereiro de 2014  | Fabiula Nascimento                     | Cinema BBB: S.O.S. Mulheres ao Mar               | [ 35 ]        |
| 26 de fevereiro de 2014  | Bárbara Paz                            | Patrocínio: Durex                                | [ 36 ]        |
| 28 de fevereiro de 2014  | Bruno de Luca                          | Patrocínio: Guaraná Antarctica                   | [ 37 ]        |
| 1 de março de 2014       | Beija-Flor                             | Visita de Escola de Samba do Rio de Janeiro      | [ 38 ]        |
| 2 de março de 2014       | Hortência Marcari e Isabel Salgado     | Prova da Comida                                  | [ 39 ]        |
| 4 de março de 2014       | Ana Furtado, Dan Stulbach e Lair Rennó | Programa Encontro com Fátima Bernardes (Ao vivo) | [ 40 ]        |
| 8 de março de 2014       | Bruno de Luca                          | Patrocínio: Guaraná Antarctica                   | [ 41 ] [ 42 ] |
| 18 de março de 2014      | Fernanda Machado                       | Cinema BBB: Confia em Mim                        | [ 43 ]        |
| 21 de março de 2014      | Bruno de Luca                          | Patrocínio: Guaraná Antarctica                   | [ 44 ]        |
| 21 de março de 2014      | Grazi Massafera e Marcos Proença       | Dia da Beleza: L'Oréal Elseve                    | [ 45 ]        |
| 24 de março de 2014      | Bruno de Luca                          | Patrocínio: Guaraná Antarctica                   | [ 46 ]        |
| 24 de março de 2014      | Vinicius Valverde                      | Cinema do Líder: Panasonic                       | [ 47 ]        |
| 29 de março de 2014      | Bruno de Luca                          | Patrocínio: Guaraná Antarctica                   | [ 48 ]        |
| 1 de abril de 2014       | Fátima Bernardes                       | Programa Encontro com Fátima Bernardes (Ao vivo) | [ 49 ] [ 50 ] |

## Participantes
As informações referentes à profissão dos participantes estão de acordo com o momento em que ingressaram no programa.
| Participante                        | Idade      | Ocupação                      | Origem                          | Resultado                                | Ref.   |
| ----------------------------------- | ---------- | ----------------------------- | ------------------------------- | ---------------------------------------- | ------ |
| Vanessa André Mesquita              | 01/04/1986 | Modelo                        | São Paulo, São Paulo            | Vencedora em 1 de abril de 2014          | [ 51 ] |
| Angela de Moraes Munhoz             | 16/11/1987 | Advogada                      | São Roque, São Paulo            | 2º lugar em 1 de abril de 2014           | [ 52 ] |
| Clara Aguilar                       | 14/03/1988 | Modelo                        | São Paulo, São Paulo            | 3º lugar em 1 de abril de 2014           | [ 53 ] |
| Marcelo Karam Zagonel               | 18/03/1987 | Administrador                 | Curitiba, Paraná                | 17º eliminado em 30 de março de 2014     | [ 54 ] |
| Valter Araújo de Souza              | 12/09/1978 | Rapper                        | São Paulo, São Paulo            | 16º eliminado em 27 de março de 2014     | [ 55 ] |
| Tatiele Polyana Dolemba da Silva    | 10/09/1991 | Modelo                        | Cianorte, Paraná                | 15ª eliminada em 25 de março de 2014     | [ 56 ] |
| Cássio Lannes Carvalho              | 19/11/1991 | Estudante de Publicidade      | Alvorada, Rio Grande do Sul     | 14º eliminado em 23 de março de 2014     | [ 57 ] |
| Diego Cerqueira Lopes Grossi        | 30/10/1982 | Publicitário                  | Brasília, Distrito Federal      | 13º eliminado em 18 de março de 2014     | [ 58 ] |
| Aline Moraes Dahlen Gantz           | 14/06/1981 | Atriz                         | Porto Alegre, Rio Grande do Sul | 12ª eliminada em 11 de março de 2014     | [ 59 ] |
| Franciele Primo de Almeida          | 27/12/1989 | Produtora de eventos          | Santa Rosa, Rio Grande do Sul   | 11ª eliminada em 4 de março de 2014      | [ 60 ] |
| Ronildo Mazon de Oliveira (Roni)    | 26/07/1986 | Modelo                        | Iacri, São Paulo                | 10º eliminado em 25 de fevereiro de 2014 | [ 61 ] |
| Letícia Miranda Santiago            | 30/10/1986 | Bacharel em Direito           | Diamantina, Minas Gerais        | 9ª eliminada em 18 de fevereiro de 2014  | [ 62 ] |
| Salvador Gianetti Junior            | 25/03/1986 | Supervisor de vendas          | São Paulo, São Paulo            | 8º eliminado em 11 de fevereiro de 2014  | [ 63 ] |
| Amanda Gontijo Soares               | 22/10/1990 | Estudante de Engenharia Civil | Divinópolis, Minas Gerais       | 7ª eliminada em 4 de fevereiro de 2014   | [ 64 ] |
| Vagner Lara                         | 04/11/1976 | Empresário                    | São Paulo, São Paulo            | 6º eliminado em 28 de janeiro de 2014    | [ 65 ] |
| Isabella Maia Pereira (Bella)       | 24/09/1986 | Bailarina                     | Recife, Pernambuco              | 5ª eliminada em 26 de janeiro de 2014    | [ 66 ] |
| Princy Cavalcante                   | 30/04/1981 | Corretora de imóveis          | Goiânia, Goiás                  | 4ª eliminada em 23 de janeiro de 2014    | [ 67 ] |
| Rodrigo Rafael Araújo de Lima       | 12/05/1985 | Cozinheiro                    | Recife, Pernambuco              | 3º eliminado em 21 de janeiro de 2014    | [ 68 ] |
| Alisson Gomes Guimarães             | 27/12/1986 | Professor                     | Contagem, Minas Gerais          | 2º eliminado em 19 de janeiro de 2014    | [ 69 ] |
| João Alexandre Gonçalves de Almeida | 19/06/1982 | Cartomante                    | Rio de Janeiro, Rio de Janeiro  | 1º eliminado em 16 de janeiro de 2014    | [ 70 ] |

## Histórico
|                     |                     | Sem 1                              | Sem 1                              | Sem 1                              | Sem 2                               | Sem 2                                 | Sem 2                                 | Sem 3                               | Sem 4                               | Sem 5                              | Sem 6                   | Sem 7                       | Sem 8                     | Sem 9                               | Sem 10                    | Sem 10                    | Sem 11                   | Sem 11                    | Sem 11                  | Votos recebidos |
| Dia 2               | Dia 5               | Dia 7                              | Dia 8                              | Dia 11                             | Dia 14                              | Dia 67                                | Dia 69                                | Sem 3                               | Sem 4                               | Sem 5                              | Sem 6                   | Sem 7                       | Sem 8                     | Sem 9                               | Dia 71                    | Dia 75                    | Final                    |                           |                         | Votos recebidos |
| ------------------- | ------------------- | ---------------------------------- | ---------------------------------- | ---------------------------------- | ----------------------------------- | ------------------------------------- | ------------------------------------- | ----------------------------------- | ----------------------------------- | ---------------------------------- | ----------------------- | --------------------------- | ------------------------- | ----------------------------------- | ------------------------- | ------------------------- | ------------------------ | ------------------------- | ----------------------- | --------------- |
| Líder               | Líder               | Amanda                             | Valter                             | Tatiele                            | Cássio                              | Letícia                               | Roni                                  | Cássio                              | Marcelo                             | Clara                              | Aline                   | Tatiele                     | Valter                    | Cássio                              | Vanessa                   | Valter                    | Marcelo                  | Angela                    | (nenhum)                |                 |
| Anjo                | Anjo                | (nenhum)                           | (nenhum)                           | (nenhum)                           | (nenhum)                            | (nenhum)                              | (nenhum)                              | Aline                               | Junior                              | Marcelo                            | Angela                  | Valter                      | Tatiele                   | Marcelo                             | (nenhum)                  | (nenhum)                  | (nenhum)                 | (nenhum)                  | (nenhum)                |                 |
| Imunizado           | Imunizado           | (nenhum)                           | (nenhum)                           | (nenhum)                           | (nenhum)                            | (nenhum)                              | (nenhum)                              | Valter                              | Cássio                              | Roni                               | Valter                  | Cássio                      | Tatiele                   | Tatiele                             | (nenhum)                  | (nenhum)                  | (nenhum)                 | (nenhum)                  | (nenhum)                |                 |
| Big Fone            | Big Fone            | (nenhum)                           | (nenhum)                           | (nenhum)                           | (nenhum)                            | (nenhum)                              | (nenhum)                              | Vanessa                             | Aline                               | Diego                              | (nenhum)                | (nenhum)                    | (nenhum)                  | Cássio                              | (nenhum)                  | (nenhum)                  | (nenhum)                 | (nenhum)                  | (nenhum)                |                 |
| Indicado (Big Fone) | Indicado (Big Fone) | (nenhum)                           | (nenhum)                           | (nenhum)                           | (nenhum)                            | (nenhum)                              | (nenhum)                              | Marcelo                             | Aline                               | Diego                              | (nenhum)                | (nenhum)                    | (nenhum)                  | Vanessa                             | (nenhum)                  | (nenhum)                  | (nenhum)                 | (nenhum)                  | (nenhum)                |                 |
| Indicado (Líder)    | Indicado (Líder)    | Valter                             | Alisson                            | Angela                             | Marcelo                             | Diego                                 | Franciele                             | Vanessa                             | Junior                              | Letícia                            | Diego                   | Franciele                   | Aline                     | Marcelo                             | Cássio                    | Tatiele                   | Valter                   | Vanessa                   | (nenhum)                |                 |
| Indicado (Casa)     | Indicado (Casa)     | Diego João                         | Amanda Princy                      | Aline Rodrigo                      | Princy Vanessa                      | Bella Franciele                       | Cássio Vagner                         | Amanda                              | Vanessa                             | Cássio                             | Roni                    | Angela                      | Marcelo                   | Diego                               | Marcelo                   | Marcelo                   | Clara                    | Marcelo                   | (nenhum)                |                 |
|                     |                     |                                    |                                    |                                    |                                     |                                       |                                       |                                     |                                     |                                    |                         |                             |                           |                                     |                           |                           |                          |                           |                         |                 |
|                     | Vanessa             | João                               | Princy                             | Aline                              | Princy                              | Franciele                             | Cássio                                | Aline                               | Franciele                           | Cássio                             | Franciele               | Angela                      | Diego                     | Diego                               | Líder                     | Marcelo                   | Angela                   | Marcelo                   | Vencedora (Dia 78)      | 25              |
|                     | Angela              | Diego                              | Roni                               | Rodrigo                            | Tatiele                             | Franciele                             | Diego                                 | Diego                               | Clara                               | Cássio                             | Roni                    | Clara                       | Clara                     | Diego                               | Clara                     | Vanessa                   | Clara                    | Líder                     | 2º lugar (Dia 78)       | 12              |
|                     | Clara               | João                               | Princy                             | Aline                              | Princy                              | Franciele                             | Aline                                 | Aline                               | Franciele                           | Cássio                             | Roni                    | Angela                      | Marcelo                   | Diego                               | Marcelo                   | Marcelo                   | Angela                   | Não elegível              | 3º lugar (Dia 78)       | 18              |
|                     | Marcelo             | Clara                              | Rodrigo                            | Cássio                             | Vanessa                             | Vagner                                | Junior                                | Junior                              | Vanessa                             | Vanessa                            | Vanessa                 | Valter                      | Cássio                    | Valter                              | Valter                    | Clara                     | Clara                    | Não elegível              | Eliminado (Dia 76)      | 19              |
|                     | Valter              | Cássio                             | Líder                              | Rodrigo                            | Roni                                | Amanda                                | Vagner                                | Amanda                              | Vanessa                             | Marcelo                            | Roni                    | Marcelo                     | Líder                     | Clara                               | Marcelo                   | Marcelo                   | Clara                    | Eliminado (Dia 73)        | Eliminado (Dia 73)      | 7               |
|                     | Tatiele             | Clara                              | Princy                             | Rodrigo                            | Franciele                           | Franciele                             | Vagner                                | Franciele                           | Franciele                           | Aline                              | Franciele               | Líder                       | Diego                     | Valter                              | Valter                    | Clara                     | Eliminada (Dia 71)       | Eliminada (Dia 71)        | Eliminada (Dia 71)      | 5               |
|                     | Cássio              | Letícia                            | Marcelo                            | Marcelo                            | Líder                               | Clara                                 | Vanessa                               | Líder                               | Vanessa                             | Vanessa                            | Angela                  | Marcelo                     | Marcelo                   | Líder                               | Marcelo                   | Eliminado (Dia 69)        | Eliminado (Dia 69)       | Eliminado (Dia 69)        | Eliminado (Dia 69)      | 13              |
|                     | Diego               | João                               | Roni                               | Aline                              | Princy                              | Bella                                 | Amanda                                | Amanda                              | Vanessa                             | Aline                              | Tatiele                 | Angela                      | Clara                     | Angela                              | Eliminado (Dia 64)        | Eliminado (Dia 64)        | Eliminado (Dia 64)       | Eliminado (Dia 64)        | Eliminado (Dia 64)      | 18              |
|                     | Aline               | Diego                              | Amanda                             | Vanessa                            | Vanessa                             | Bella                                 | Clara                                 | Letícia                             | Letícia                             | Cássio                             | Líder                   | Angela                      | Marcelo                   | Eliminada (Dia 57)                  | Eliminada (Dia 57)        | Eliminada (Dia 57)        | Eliminada (Dia 57)       | Eliminada (Dia 57)        | Eliminada (Dia 57)      | 13              |
|                     | Franciele           | João                               | Princy                             | Rodrigo                            | Vanessa                             | Vanessa                               | Cássio                                | Amanda                              | Vanessa                             | Tatiele                            | Roni                    | Clara                       | Eliminada (Dia 50)        | Eliminada (Dia 50)                  | Eliminada (Dia 50)        | Eliminada (Dia 50)        | Eliminada (Dia 50)       | Eliminada (Dia 50)        | Eliminada (Dia 50)      | 23              |
|                     | Roni                | Diego                              | Letícia                            | Vanessa                            | Vanessa                             | Franciele                             | Vagner                                | Diego                               | Franciele                           | Angela                             | Angela                  | Eliminado (Dia 43)          | Eliminado (Dia 43)        | Eliminado (Dia 43)                  | Eliminado (Dia 43)        | Eliminado (Dia 43)        | Eliminado (Dia 43)       | Eliminado (Dia 43)        | Eliminado (Dia 43)      | 9               |
|                     | Letícia             | Cássio                             | Princy                             | Aline                              | Princy                              | Líder                                 | Diego                                 | Aline                               | Franciele                           | Aline                              | Eliminada (Dia 36)      | Eliminada (Dia 36)          | Eliminada (Dia 36)        | Eliminada (Dia 36)                  | Eliminada (Dia 36)        | Eliminada (Dia 36)        | Eliminada (Dia 36)       | Eliminada (Dia 36)        | Eliminada (Dia 36)      | 6               |
|                     | Junior              | Franciele                          | Amanda                             | Letícia                            | Vanessa                             | Franciele                             | Amanda                                | Amanda                              | Vanessa                             | Eliminado (Dia 29)                 | Eliminado (Dia 29)      | Eliminado (Dia 29)          | Eliminado (Dia 29)        | Eliminado (Dia 29)                  | Eliminado (Dia 29)        | Eliminado (Dia 29)        | Eliminado (Dia 29)       | Eliminado (Dia 29)        | Eliminado (Dia 29)      | 4               |
|                     | Amanda              | Diego                              | Princy                             | Princy                             | Franciele                           | Franciele                             | Cássio                                | Diego                               | Eliminada (Dia 22)                  | Eliminada (Dia 22)                 | Eliminada (Dia 22)      | Eliminada (Dia 22)          | Eliminada (Dia 22)        | Eliminada (Dia 22)                  | Eliminada (Dia 22)        | Eliminada (Dia 22)        | Eliminada (Dia 22)       | Eliminada (Dia 22)        | Eliminada (Dia 22)      | 11              |
|                     | Vagner              | Clara                              | Roni                               | Marcelo                            | Tatiele                             | Junior                                | Angela                                | Eliminado (Dia 15)                  | Eliminado (Dia 15)                  | Eliminado (Dia 15)                 | Eliminado (Dia 15)      | Eliminado (Dia 15)          | Eliminado (Dia 15)        | Eliminado (Dia 15)                  | Eliminado (Dia 15)        | Eliminado (Dia 15)        | Eliminado (Dia 15)       | Eliminado (Dia 15)        | Eliminado (Dia 15)      | 4               |
|                     | Bella               | Franciele                          | Princy                             | Cássio                             | Franciele                           | Franciele                             | Eliminada (Dia 13)                    | Eliminada (Dia 13)                  | Eliminada (Dia 13)                  | Eliminada (Dia 13)                 | Eliminada (Dia 13)      | Eliminada (Dia 13)          | Eliminada (Dia 13)        | Eliminada (Dia 13)                  | Eliminada (Dia 13)        | Eliminada (Dia 13)        | Eliminada (Dia 13)       | Eliminada (Dia 13)        | Eliminada (Dia 13)      | 2               |
|                     | Princy              | Vanessa                            | Amanda                             | Vanessa                            | Vanessa                             | Eliminada (Dia 10)                    | Eliminada (Dia 10)                    | Eliminada (Dia 10)                  | Eliminada (Dia 10)                  | Eliminada (Dia 10)                 | Eliminada (Dia 10)      | Eliminada (Dia 10)          | Eliminada (Dia 10)        | Eliminada (Dia 10)                  | Eliminada (Dia 10)        | Eliminada (Dia 10)        | Eliminada (Dia 10)       | Eliminada (Dia 10)        | Eliminada (Dia 10)      | 12              |
|                     | Rodrigo             | Clara                              | Amanda                             | Aline                              | Eliminado (Dia 8)                   | Eliminado (Dia 8)                     | Eliminado (Dia 8)                     | Eliminado (Dia 8)                   | Eliminado (Dia 8)                   | Eliminado (Dia 8)                  | Eliminado (Dia 8)       | Eliminado (Dia 8)           | Eliminado (Dia 8)         | Eliminado (Dia 8)                   | Eliminado (Dia 8)         | Eliminado (Dia 8)         | Eliminado (Dia 8)        | Eliminado (Dia 8)         | Eliminado (Dia 8)       | 5               |
|                     | Alisson             | Diego                              | Roni                               | Eliminado (Dia 6)                  | Eliminado (Dia 6)                   | Eliminado (Dia 6)                     | Eliminado (Dia 6)                     | Eliminado (Dia 6)                   | Eliminado (Dia 6)                   | Eliminado (Dia 6)                  | Eliminado (Dia 6)       | Eliminado (Dia 6)           | Eliminado (Dia 6)         | Eliminado (Dia 6)                   | Eliminado (Dia 6)         | Eliminado (Dia 6)         | Eliminado (Dia 6)        | Eliminado (Dia 6)         | Eliminado (Dia 6)       | 1               |
|                     | João                | Diego                              | Eliminado (Dia 3)                  | Eliminado (Dia 3)                  | Eliminado (Dia 3)                   | Eliminado (Dia 3)                     | Eliminado (Dia 3)                     | Eliminado (Dia 3)                   | Eliminado (Dia 3)                   | Eliminado (Dia 3)                  | Eliminado (Dia 3)       | Eliminado (Dia 3)           | Eliminado (Dia 3)         | Eliminado (Dia 3)                   | Eliminado (Dia 3)         | Eliminado (Dia 3)         | Eliminado (Dia 3)        | Eliminado (Dia 3)         | Eliminado (Dia 3)       | 4               |
|                     |                     |                                    |                                    |                                    |                                     |                                       |                                       |                                     |                                     |                                    |                         |                             |                           |                                     |                           |                           |                          |                           |                         |                 |
| Notas               | Notas               | 1, 2                               | 3, 4                               | 5, 6                               | 7, 8                                | 9, 10                                 | 11, 12                                | 13, 14                              | 15, 16                              | 17, 18                             | 19                      | (nenhuma)                   | 20, 21, 22                | 23                                  | (nenhuma)                 | 24                        | 25                       | 26, 27                    | 28                      |                 |
| Paredão             | Paredão             | Diego João Valter                  | Alisson Amanda Princy              | Aline Angela Rodrigo               | Marcelo Princy Vanessa              | Bella Diego Franciele                 | Cássio Franciele Vagner               | Amanda Marcelo Vanessa              | Aline Junior Vanessa                | Cássio Diego Letícia               | Diego Roni              | Angela Franciele            | Aline Marcelo             | Diego Marcelo Vanessa               | Cássio Marcelo            | Marcelo Tatiele           | Clara Valter             | Marcelo Vanessa           | Angela Clara Vanessa    |                 |
| Eliminado           | Eliminado           | João 44% para eliminar             | Alisson 40% para eliminar          | Rodrigo 48% para eliminar          | Princy 64% para eliminar            | Bella 56% para eliminar               | Vagner 50% para eliminar              | Amanda 65% para eliminar            | Junior 68% para eliminar            | Letícia 54% para eliminar          | Roni 60% para eliminar  | Franciele 66% para eliminar | Aline 80% para eliminar   | Diego 61% para eliminar             | Cássio 62% para eliminar  | Tatiele 54% para eliminar | Valter 75% para eliminar | Marcelo 55% para eliminar | Clara 19% para vencer   |                 |
| Eliminado           | Eliminado           | João 44% para eliminar             | Alisson 40% para eliminar          | Rodrigo 48% para eliminar          | Princy 64% para eliminar            | Bella 56% para eliminar               | Vagner 50% para eliminar              | Amanda 65% para eliminar            | Junior 68% para eliminar            | Letícia 54% para eliminar          | Roni 60% para eliminar  | Franciele 66% para eliminar | Aline 80% para eliminar   | Diego 61% para eliminar             | Cássio 62% para eliminar  | Tatiele 54% para eliminar | Valter 75% para eliminar | Marcelo 55% para eliminar | Angela 28% para vencer  |                 |
| Outras %            | Outras %            | Diego Não divulgado para eliminar  | Amanda Não divulgado para eliminar | Aline Não divulgado para eliminar  | Marcelo Não divulgado para eliminar | Diego Não divulgado para eliminar     | Cássio Não divulgado para eliminar    | Marcelo Não divulgado para eliminar | Aline Não divulgado para eliminar   | Cássio Não divulgado para eliminar | Diego 40% para eliminar | Angela 34% para eliminar    | Marcelo 20% para eliminar | Marcelo Não divulgado para eliminar | Marcelo 38% para eliminar | Marcelo 46% para eliminar | Clara 25% para eliminar  | Vanessa 45% para eliminar | Vanessa 53% para vencer |                 |
| Outras %            | Outras %            | Valter Não divulgado para eliminar | Princy Não divulgado para eliminar | Angela Não divulgado para eliminar | Vanessa Não divulgado para eliminar | Franciele Não divulgado para eliminar | Franciele Não divulgado para eliminar | Vanessa Não divulgado para eliminar | Vanessa Não divulgado para eliminar | Diego Não divulgado para eliminar  | Diego 40% para eliminar | Angela 34% para eliminar    | Marcelo 20% para eliminar | Vanessa Não divulgado para eliminar | Marcelo 38% para eliminar | Marcelo 46% para eliminar | Clara 25% para eliminar  | Vanessa 45% para eliminar | Vanessa 53% para vencer |                 |

### Legendas
|  | Grupo Laranja |  | Grupo Roxo |

### Tá com Tudo / Tá com Nada
|           | Sem 1 | Sem 1 | Sem 1 | Sem 2 | Sem 2 | Sem 3 | Sem 4 | Sem 5 | Sem 6 | Sem 7 | Sem 8 | Sem 9 | Sem 10 | Sem 11 |
| --------- | ----- | ----- | ----- | ----- | ----- | ----- | ----- | ----- | ----- | ----- | ----- | ----- | ------ | ------ |
| Vanessa   | TcN   | TcT   | TcN   | TcT   | TcT   | TcT   | TcN   | TcN   | TcT   | TcT   | TcN   | TcT   | TcT    | TcT    |
| Angela    | TcN   | TcT   | TcN   | TcN   | TcN   | TcN   | TcT   | TcT   | TcN   | TcN   | TcT   | TcN   | TcN    | TcT    |
| Clara     | TcN   | TcT   | TcN   | TcT   | TcN   | TcN   | TcT   | TcT   | TcN   | TcT   | TcN   | TcT   | TcT    | TcT    |
| Marcelo   | TcT   | TcN   | TcT   | TcN   | TcT   | TcT   | TcN   | TcN   | TcT   | TcT   | TcN   | TcT   | TcT    | TcT    |
| Valter    | TcN   | TcT   | TcN   | TcT   | TcN   | TcN   | TcT   | TcT   | TcN   | TcN   | TcT   | TcN   | TcN    |        |
| Tatiele   | TcT   | TcT   | TcT   | TcN   | TcT   | TcT   | TcN   | TcN   | TcT   | TcT   | TcN   | TcT   | TcT    |        |
| Cássio    | TcN   | TcT   | TcN   | TcT   | TcN   | TcN   | TcT   | TcT   | TcN   | TcN   | TcT   | TcN   | TcN    |        |
| Diego     | TcN   | TcT   | TcN   | TcT   | TcN   | TcN   | TcT   | TcT   | TcN   | TcN   | TcT   | TcN   |        |        |
| Aline     | TcT   | TcN   | TcT   | TcN   | TcT   | TcT   | TcN   | TcN   | TcT   | TcT   | TcN   |       |        |        |
| Franciele | TcN   | TcT   | TcN   | TcT   | TcN   | TcN   | TcT   | TcT   | TcN   | TcN   |       |       |        |        |
| Roni      | TcT   | TcN   | TcT   | TcN   | TcT   | TcT   | TcN   | TcN   | TcT   |       |       |       |        |        |
| Letícia   | TcN   | TcN   | TcN   | TcT   | TcN   | TcN   | TcT   | TcN   |       |       |       |       |        |        |
| Junior    | TcT   | TcN   | TcT   | TcN   | TcT   | TcT   | TcN   |       |       |       |       |       |        |        |
| Amanda    | TcT   | TcN   | TcT   | TcN   | TcT   | TcT   |       |       |       |       |       |       |        |        |
| Vagner    | TcN   | TcT   | TcN   | TcT   | TcN   |       |       |       |       |       |       |       |        |        |
| Bella     | TcT   | TcN   | TcT   | TcN   |       |       |       |       |       |       |       |       |        |        |
| Princy    | TcT   | TcN   | TcT   | TcN   |       |       |       |       |       |       |       |       |        |        |
| Rodrigo   | TcT   | TcN   | TcT   |       |       |       |       |       |       |       |       |       |        |        |
| Alisson   | TcT   | TcN   |       |       |       |       |       |       |       |       |       |       |        |        |
| João      | TcN   |       |       |       |       |       |       |       |       |       |       |       |        |        |

## Classificação geral
| Pos. | Participante      | Meio de indicação | % dos votos | Eliminado em |
| ---- | ----------------- | ----------------- | ----------- | ------------ |
| 1    | Vanessa Mesquita  | Finalista         | 53%         | —            |
| 2    | Angela Munhoz     | Finalista         | 28%         | —            |
| 3    | Clara Aguilar     | Finalista         | 19%         | —            |
| 4    | Marcelo Zagonel   | Casa (1 voto)     | 55%         | Semana 11    |
| 5    | Valter Araújo     | Líder (Marcelo)   | 75%         | Semana 11    |
| 6    | Tatiele Polyana   | Líder (Valter)    | 54%         | Semana 10    |
| 7    | Cássio Lannes     | Líder (Vanessa)   | 62%         | Semana 10    |
| 8    | Diego Grossi      | Casa (3 votos)    | 61%         | Semana 9     |
| 9    | Aline Dahlen      | Líder (Valter)    | 80%         | Semana 8     |
| 10   | Franciele Almeida | Líder (Tatiele)   | 66%         | Semana 7     |
| 11   | Roni Mazon        | Casa (4 votos)    | 60%         | Semana 6     |
| 12   | Letícia Santiago  | Líder (Clara)     | 54%         | Semana 5     |
| 13   | Junior Gianetti   | Líder (Marcelo)   | 68%         | Semana 4     |
| 14   | Amanda Gontijo    | Casa (4 votos)    | 65%         | Semana 3     |
| 15   | Vagner Lara       | Casa (2 votos)    | 50%         | Semana 2     |
| 16   | Bella Maia        | Casa (2 votos)    | 56%         | Semana 2     |
| 17   | Princy Cavalcante | Casa (4 votos)    | 64%         | Semana 2     |
| 18   | Rodrigo Lima      | Casa (3 votos)    | 48%         | Semana 1     |
| 19   | Alisson Gomes     | Líder (Valter)    | 40%         | Semana 1     |
| 20   | João Almeida      | Casa (4 votos)    | 44%         | Semana 1     |